# Omicron Ophiuchi
Omicron Ophiuchi (39 Ophiuchi) é uma estrela na direção da constelação de Ophiuchus. Possui uma ascensão reta de 17h 18m 00.72s e uma declinação de −24° 17′ 12.8″. Sua magnitude aparente é igual a 5.14. Considerando sua distância de 363 anos-luz em relação à Terra, sua magnitude absoluta é igual a −0.09. Pertence à classe espectral K:....